# ヤマハ・YZF-R9
YZF-R9（ワイゼットエフ アールナイン）は、ヤマハ発動機（以下、ヤマハとも表記）が製造販売しているオートバイ（大型自動二輪車）である。

## 2025年モデル（初代）
新登場のモデル。日本国内では2025年春以降に販売開始予定。「Re-DNAed Supersport」を開発コンセプトにしており、YZF-Rシリーズらしさを継承しつつ、エアロダイナミクスを高めた新たな機能美を追求した車体設計となっている。開発プロジェクトリーダーは津谷晃司、商品企画担当は兎田潤一。
2025年のスーパースポーツ世界選手権では長年スーパースポーツ世界選手権でヤマハがレースベース車として提供してきたYZF-R6が引退し、本車両がその座を受け継ぐことになった。

## 関連車種
- ヤマハ・YZF-R
- ヤマハ・YZF-R1
- ヤマハ・YZF-R3
- ヤマハ・YZF-R6
- ヤマハ・YZF-R7
- ヤマハ・YZF-R15
- ヤマハ・YZF-R25
- ヤマハ・YZF-R125